# 哈韋爾 (伊利諾伊州)
哈韋爾（英語：Harvel）是位於美國伊利諾伊州克里斯蒂安縣和蒙哥馬利縣的一個村落。

## 地理
哈韋爾的座標為39°21′21″N 89°31′53″W / 39.35583°N 89.53139°W，而該地最高點為海拔高度194米（即638英尺）。

## 人口
根據2010年美國人口普查的數據，哈韋爾的面積為1.87平方千米，當中陸地面積為1.87平方千米，而水域面積為0.00平方千米。當地共有人口223人，而人口密度為每平方千米119人。